# 知床峠
44°03′14.8″N 145°06′17.1″E / 44.054111°N 145.104750°E

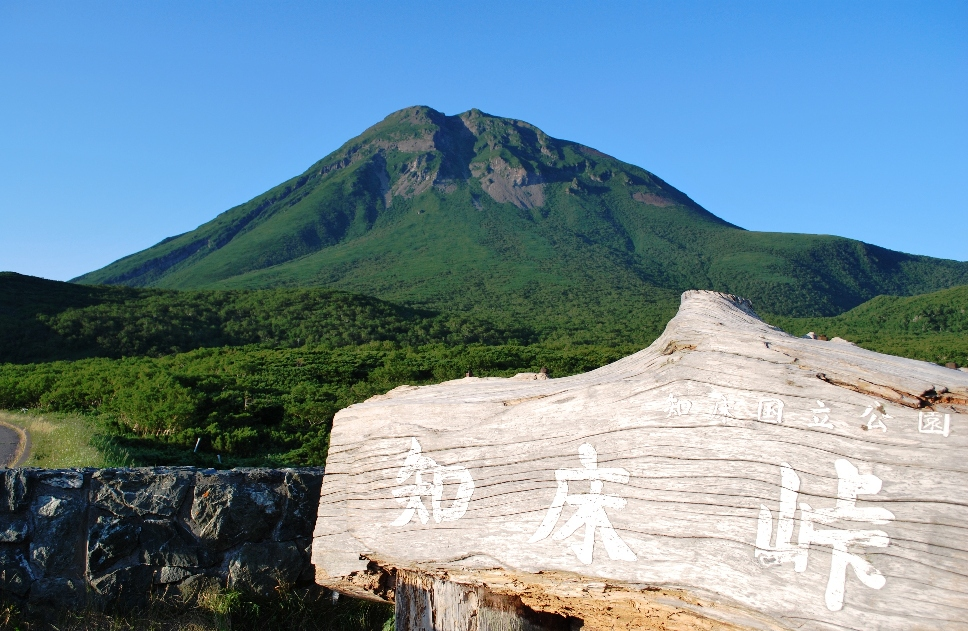
從知床峠見到的羅臼岳

知床峠是日本北海道國道334號上一段跨越知床山脈（羅臼岳和知西別岳之間）的道路，介於斜里郡斜里町和目梨郡羅臼町邊界處，最高點海拔738公尺。
此段道路於1963年開始興建，直到1980年才通車，在每年冬季期間（約10月下旬至4月下旬），由於沿路有發生雪崩的可能，故此處前後約23.8公里的路段固定會禁止通行。
此段道路的最高點設有知床峠駐車場，可眺望羅臼岳，在天氣晴朗時，還可以見到隔著根室海峽的國後島，這裡的景色也被列為知床八景之一。

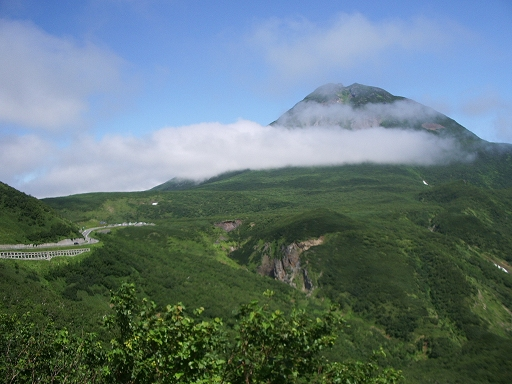
知床峠和羅臼岳
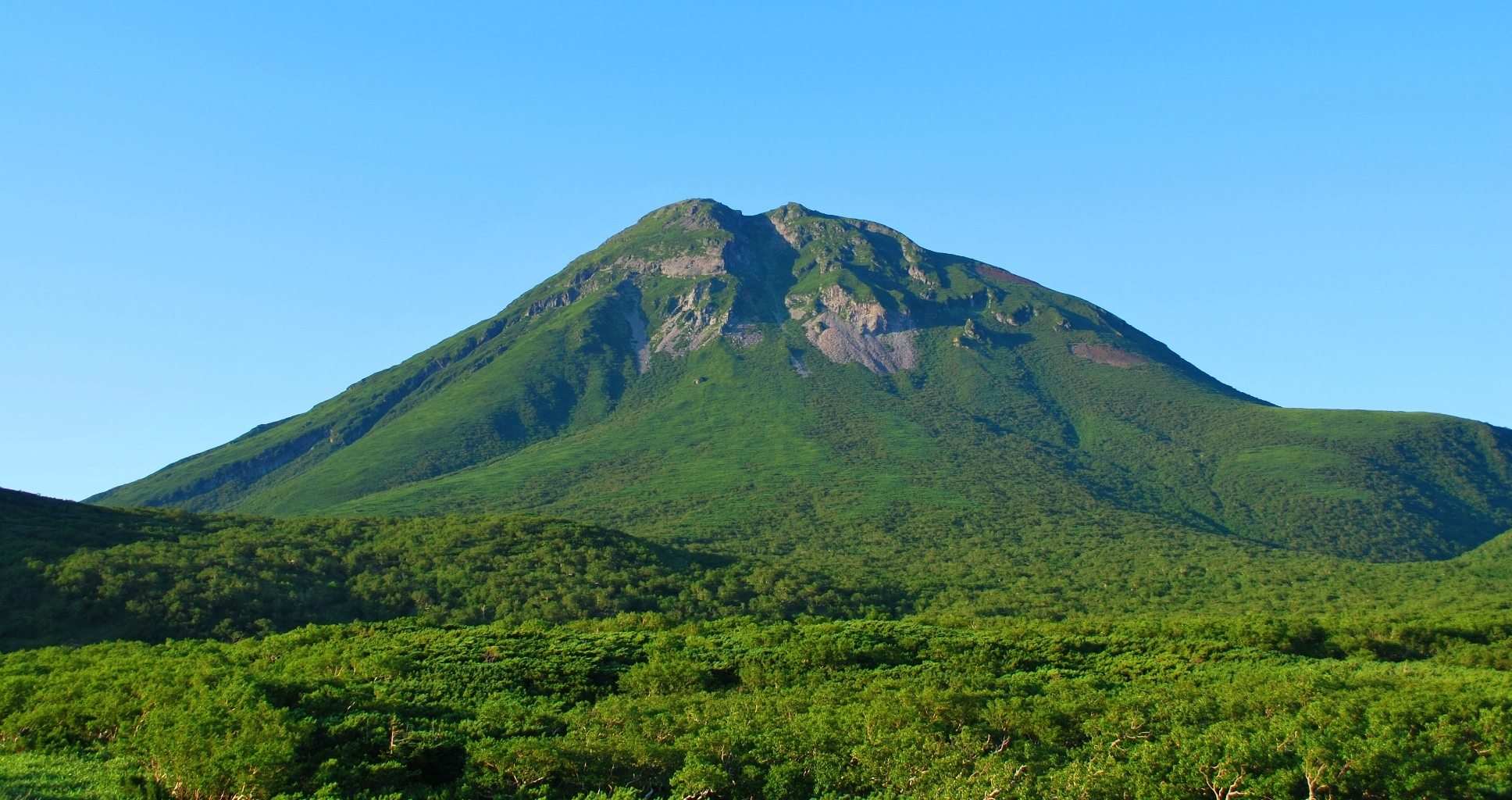
從知床峠看到的羅臼岳
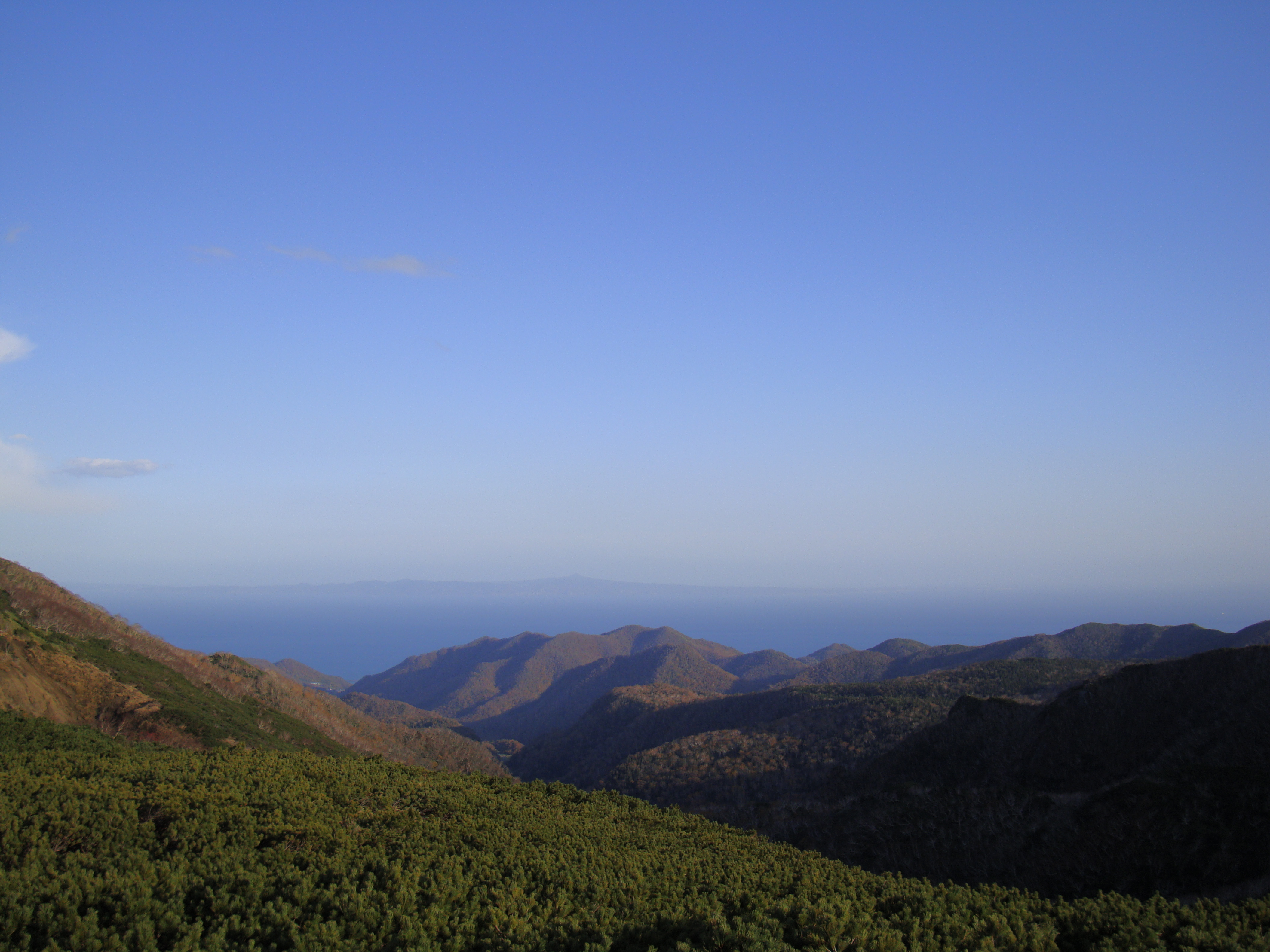
從知床峠看到的國後島
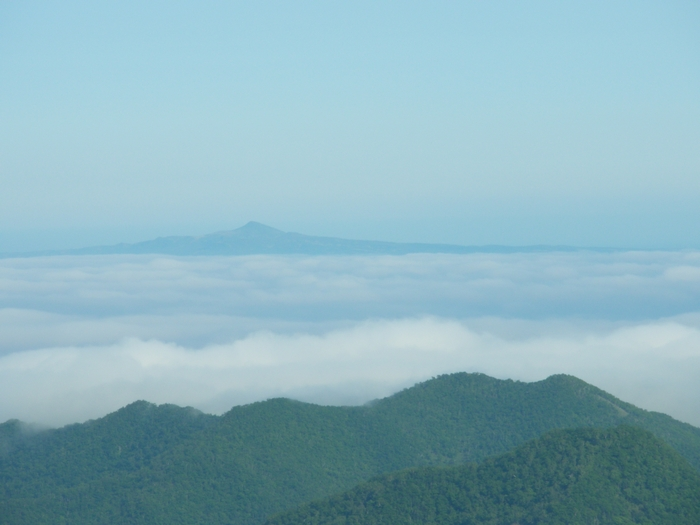
從知床峠看到的國後島

## 外部連結
- （日語） 北之道導航 峠情報 （页面存档备份，存于）